# غاز أعصاب
غازات الأعصاب (بالإنجليزية: nerve gases)‏ وتُسمى أحيانًا العوامل العصبية (بالإنجليزية: Nerve agents)‏ هي مادة كيميائية عضوية تعطل الآليات التي تقوم من خلالها الأعصاب بنقل الرسائل إلى الأعضاء المختلفة، ويحدث هذا التعطيل من خلال حصر (إيقاف) إنزيم أستيل كولين استراز، والذي يعمل كإنزيم محلل للأستيل كولين الذي يقوم بوظيفة ناقل عصبي.
يؤدي التسمم بغاز الأعصاب إلى تقبض الحدقة، وزيادة إفراز اللعاب، والاختلاج، والتبول والتبرز اللاإرادي، مع ظهور الأعراض الأولى في ثوانٍ بعد التعرض. وقد تحدث الوفاة خلال دقائق من التسمم بالاختناق أو توقف القلب بسبب فقدان الجسم السيطرة على العضلات التنفسية وغيرها. يسهل تبخير بعض غازات الأعصاب أو تحويلها لهباء جوي، ويكون مدخل هذه الغازات الرئيسي للجسم هو الجهاز التنفسي. كما يمكن امتصاص هذه الغازات من خلال الجلد، مما يتطلب من أولئك الذين يُحتمل تعرضهم لمثل هذه الغازات أن يرتدوا بدلة كاملة على الجسم بالإضافة إلى قناع تنفس.
غازات الأعصاب بصفة عامة تتراوح من عديمة اللون عنبرية اللون، فمثلا غاز السارين وفي إكس عديم الرائحة، في حين أن التابون لديه رائحة الفواكه قليلا، ويوجد للسومان رائحة كافور طفيفة.

## الآثار البيولوجية
تُهاجم معظم غازات الأعصاب -وكما يُشير ذلك اسمها- الجهاز العصبي حيث تعملُ بنفس الطريقة تقريبًا: يقومُ مثبط إنزيم ما بتثبيط أستيل كولين إستراز المسؤول عن انهيار الأستيل كولين خلالَ نقاط الاشتباك العصبي بين الأعصاب التي تتحكم في انقباض العضلات. في حالةِ ما كانَ غازُ الأعصاب قويًا فإنّه يؤثر على فعاليّة العضلات مما قد يُصيب الجسم أو بعضًا من مناطقه بالشلل الجزئي أو التام.:131–139 يؤثر غاز الأعصاب بشكل مباشر على القلب والعضلات المستخدمة في التنفس. عادةً ما تظهر الأعراض في غضون ثوان من التعرض كما يمكن أن ينجم عن ذلك وفاة نتيجةً للاختناق أو التوقف القلبي بعدَ بضع دقائق.
هناك بعضُ الأعراض الأولية المتفق عليها بعد التعرّض لغاز الأعصاب (مثلَ السارين) وهي سيلان الأنف، ضيق في الصدر ثمّ تقبض الحدقة. بعد ذلك بمدة قصيرة؛ يعاني المُستَهدَفُ من صعوبة في التنفس والغثيان وكذا سيلان اللعاب. قد تفقدُ الضحيّة السيطرة على وظائف الجسم اللاإرادية المتمثلة بالأساس في اللعاب، الدموع، التبول، التغوط، ألمٌ في
الجهاز الهضمي والقيء وكذا بثور وحرق على مُستوى العينين. تلي هذه المرحلة بداية رمعِ العضلات (هزات العضلات) ثم تليها حالة صرعية أو نوبة صرع قويّة. في حالة ما توقف الجهاز التنفسي عن العملِ فعلى الأرجح سيتوفى الضحيّة خاصّة في ظلِ نشاط الموصل العصبي العضلي قُرب الحجاب الحاجز.:147–149
إنّ آثار عوامل الأعصاب لهي طويلة الأمد كما قد تؤثر بعد وقتٍ ما. بشكلٍ عام يُعاني الناجين من تسمّم غاز الأعصاب من نوبات عصبية مزمنة كما تتضرر نفسية المستهدَف. قد تستمرّ الآثار المحتملة بعد سنتان حتّى ثلاثة من تاريخِ التعرض للغاز وقد يُعاني الضحية من عدم وضوح في الرؤية، التعب، فقدان جزئي للذاكرة، بحة في الصوت، خفقان القلب، الأرق وإجهاد العين.

### آلية العمل
يستهدفُ غاز الأعصاب الناقلات العصبي وبخاصّة أستيل كولين الذي يندفعُ باتجاه الجهاز العصبي والعضلات على حد سواء. بمجرد وصول إنزيم أستيل كولين إستراز؛ ينكسر إنزيم أستيل كولين من أجل السماح للعضلات أو الجهاز بالاسترخاء. تتسبّبُ عوامل الأعصاب في تعطيل الجهاز العصبي عن طريق تثبيط إنزيم خلال تشكيل الرابطة التساهمية مع الموقع النشط حيث عادة ما يتمّ توزيع أستيل كولين الذي يخضعُ للتحلل في وقتٍ ما. في السياق ذاته؛ يتراكمُ أستيل كولين ويستمر في العمل بحيث يؤثر بشكل تدريجي على النبضات العصبية مما يتسببُ في تقلص العضلات بشكل لا إرادي. يحدثُ نفسَ الشيء على مستوى أجهزة أخرى وهذا ما يُكسب غازات الأعصاب خطورتها.
مع تطوّر الطب؛ بات من الممكن مواجهة خطورة غازات الأعصاب من خلال منتجاب أخرى تعملُ على حلّ أستيل كولين إستراز في وقتٍ قصير. جدير بالذكرِ هنا أنّ الجيش الأمريكي هوَ أول من تمكّنَ من استخلاص منتجات مضادة لغازات الأعصاب من خلال دراسة البلورات بالأشعة السينية وذلكَ في عام 1990.

### الترياق
يُعدّ الأتروبين من بينِ مضادات الكولين الفعالة لحدّ ما لذلك يوصفُ بمثابة ترياق لعلاج حالات التسمم بغازِ الأعصاب وذلك لأنهُ يمنع مستقبلات الأستيل كولين منَ التمركز والتموقع لكنه يبقى في حد ذاته سامًا وقد يُشكل ضررًا على الجِسم. هناكَ بعض الترياقات الصنّاعية الأخرى مثلَ البايبيريدين الذي يتصدّى بشكل فعال لحالات التسمم بغازات الأعصاب ويُعد أفضل من الأتروبين وذلك بفضلِ تمكنه من اجتياز حاجز الدم في الدماغ على عكس الأتروبين. بالرغمِ من أن هذه الأدوية قادِرة على إنقاذ حياة شخص ما تأثر بغاز الأعصاب إلا أنهُ قد يكون عاجزًا لفترة وجيزة أو لفترة طويلة وهذا يتوقف على مدى التعرض ونوع الغاز. في الحروب وفي المجالات العسكرية بشكل عام؛ عادةً ما يُستخدم ترياق الأتروبين الذي يتم تحميلهُ في الحاقن الذاتي وذلك لسهولة استخدامه في الظروف الصعبة. هناكَ أيضًا براليدوكسيمي كلوريد المعروف أيضًا باسم بام كلوريد-2 الذي يُستخدم كمضاد فبدلا من مواجهة الآثار الأولية لغاز الأعصاب في الجهاز العصبي مثل الأتروبين يعملُ براليدوكسيمي كلوريد على تنشيط إنزيمات المقاومة من أجل التخلص من آثار التسمم. على الرغم من أنهُ أكثر أمانًا من الأتروبين؛ إلا أنه يأخذ وقتا أطول في مفعوله.

### التدابير المضادة
تعملُ وزارة الدفاع الأمريكية على تطوير كولين استراز كاذب في إطار المضادات الوقائية ضدّ الفوسفات العضوي وغازات الأعصاب. يعملُ كولين استراز الكاذب على تعطيل انتشار السم في مجرى الدم وبالتالي منعهِ من ممارسة تأثيراتهِ في الجهاز العصبي.
أثبتَ أستيل كولين إستراز وكولين استراز كاذب نجاحهما في الدراسات الحيوانية ومن المتوقع الحصول على نفس النتيجة بالنسبة للبشر. في الوقت الحالي؛ تُفضل المستشفيات والعيادات الطبيّة كولين استراز الكاذب وذلك بسببِ فائدته الكبيرة من جهة وعدم تأثيره على الجسم من جهة ثانية.

## التصنيف
هناكَ نوعان رئيسيان من غازات الأعصاب؛ ويضم كل نوع من تحته عددًا من الغازات التي تُعرّف باسمها الكامل أو الشهير في هذه الحالة مثل السارين وغير ذلك.

### السلسلة جي

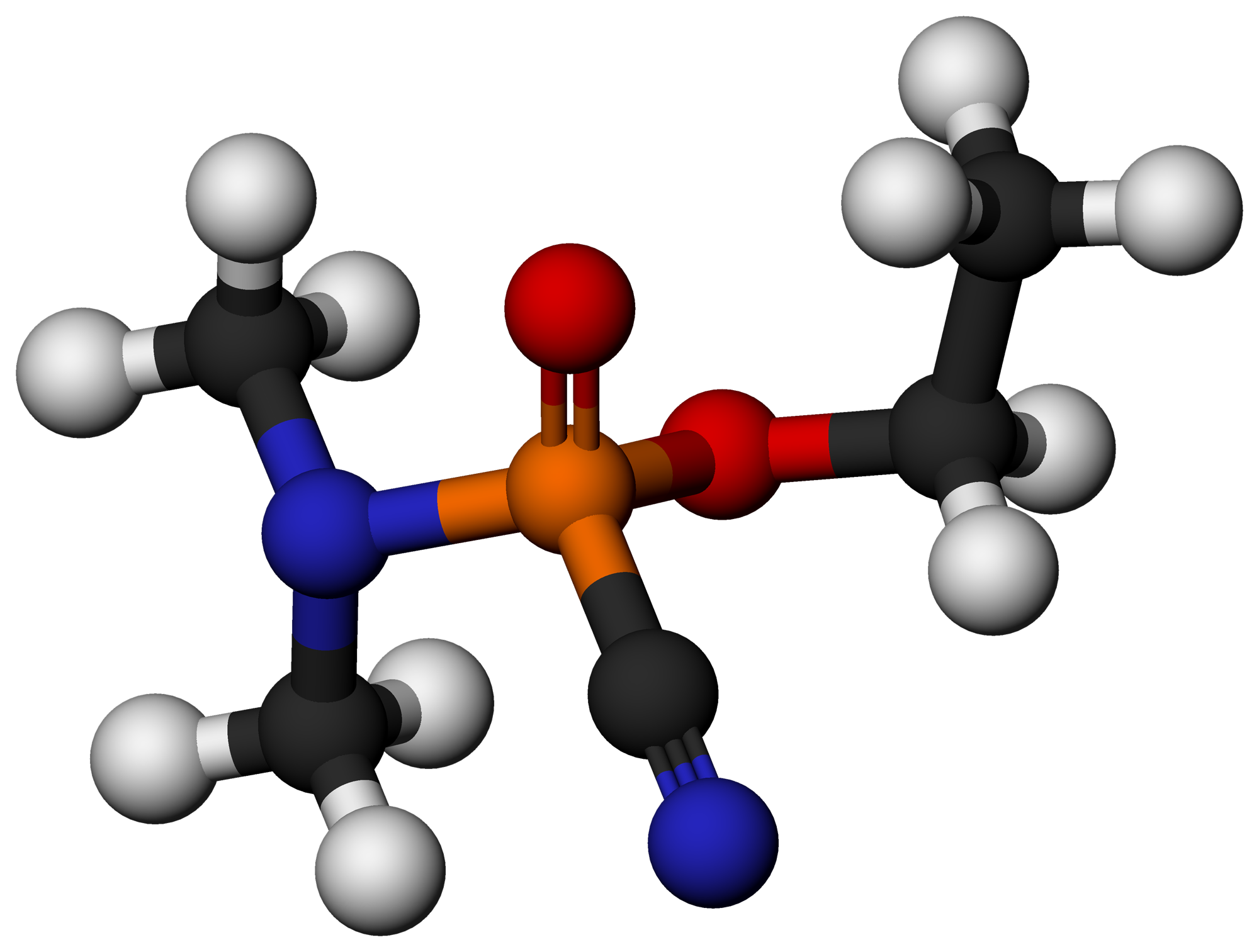
الشكل الكيميائي لغاز أعصاب التابون

يُدعى النوع الأول من غازات الأعصاب بالسلسلة جي وقد سُمي بهذا الاسم نظرًا لاكتشافِ واختيار العلماء الألمان له. يُعرف عن أعصاب السلسلة جي عدم ثباتها على عكس السلسة ڤي الثابتة. جميع المُركّبات في هذه الفئة تم اكتشافها أو تمّ تصنيعها أثناء أو قبل الحرب العالمية الثانية وذلك بقيادة جيرهارد شريدر (في إطار العمل على إي غه فاربن).
تُعدّ هذه السلسلة أول وأقدم أسرة من عوامل الأعصاب فيما يُعتبر التابون أوّل غازات الأعصاب التي تم اكتشافها ضمن السلسلة وذلك في عام 1936 ثم يليهِ غاز السارين الذي اكتُشفَ في عام 1939 ثم سومان في عام 1944 وأخيرًا غاز السيكلوسارين في عام 1949. بخصوص غاز السارين؛ فقد لقيَ شهرة كبيرة خاصّة في المجال العسكري ويُعتبر الجيش الأمريكي أول من استعملهُ من خلال تعبئتهِ باعتباره ذخيرة في الصواريخ والقنابل الجوية وقذائف المدفعية.

### السلسلة ڤي

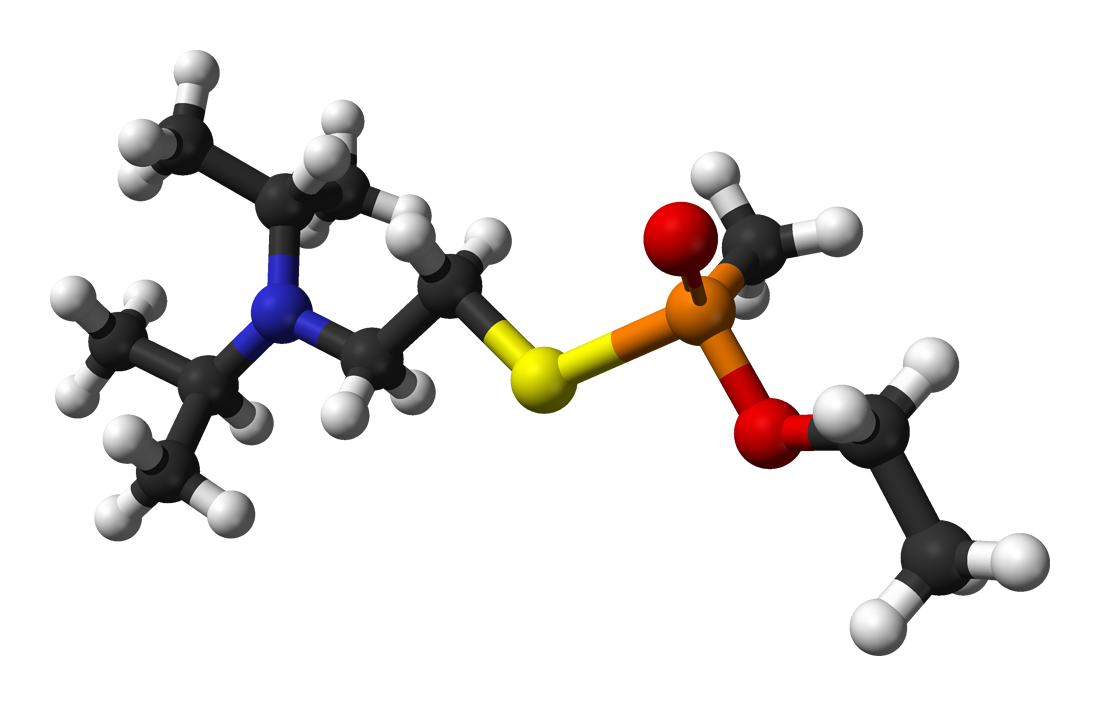
الشكل أو الصيغة الكيميائية لغاز الأعصاب في إكس.

سلسلة من عوامل الأعصاب ضمن سلسلة في.

النوع الثاني من غازات الأعصاب هو السلسلة في ويضم تحت لوائه: في آر، في إم، في جي، في إيه ثم في إكس جنبا إلى جنب مع باقي النظائر الغامضة.

## المبيدات الحشرية
تُعدّ بعضُ المبيدات الحشرية بما في ذلك الكربامات والفوسفات العضوي مثل ديكلوروفوس، الملاثيون والباراثيون عوامل أعصاب. بالرغم من أنّ عمليّة التمثيل الغذائي للحشرات مختلفة بما فيه الكفاية مُقارنة بالبشر إلى أنّ هذه المركبات الكيميائية قد تُسبب مشاكلَ على المزارعين والحيوانات على حد سواء في حالة ما تعرضوا لها لفترات طويلة وبجرعات عالية بما فيه الكفاية. قد تتسبّبُ هذه المركبات في ظهورِ مرضٍ حاد قد يتسبب هو الآخر في الوفاة. في السياق ذاته؛ قامت بعضُ المنظمات المختصة في هذا المجال بسحبِ عددٍ من المبيدات الحشرية من الاستخدام الزراعي مثل ديموكس وبارو أوكسون وذلك بسبب سُميّتها على الإنسان. بخصوص بارو أوكسون؛ فقد زعمت بعضُ المصادر استخدامهُ كسلاح عسكري من قبل نظام الفصل العنصري في جنوب أفريقيا كجزء من مشروع الساحل. بشكلٍ عام يعتبرُ التسمم بالمبيدات الحشريّة سبب رئيسي من أسباب إعاقة نمو عددٍ من البلدان النامية.

## طرق الانتشار
هناكَ العديد من الطرق التي تساهم في انتشار غازات الأعصاب بما في ذلك:
- الهباء الجوي
- الدخان
- الرياح القوّية
- أجهزة الترطيب[18]

## التاريخ

### الاكتشاف
اكتُشفت غازات الأعصاب بالصدفة في ألمانيا يوم 23 ديسمبر عام 1936 من قبل فريق بحثٍ برئاسة غيرهارد شريدر وذلك ضمنَ برنامج إي غه فاربن. منذ عام 1936 وشريدر يعملُ في مختبر في مدينة ليفركوزن من أجلِ تطوير أنواع جديدة من المبيدات الحشرية على إي غه فاربن. خلال عمله على تحسين فاعليّة المبيدات الحشرية؛ جرّبَ شريدر العديد من المركبات مما مكّنهُ في النهاية من إعداد التابون بالصُدفة لا غير.
خلال التجارب؛ كان التابون قويًا وفعالا ضدّ الحشرات حيث أظهرت التجارب الأوليّة أنّ 5 أجزاء في المليون من التابون تقتلُ ورقة القمل بسهولة. بحلول كانون الثاني/يناير من عام 1937؛ لاحظَ شريدر تأثيرات عوامل الأعصاب على البشر مباشرة وذلك بعدما تسببت قطرة من التابون في تمريض عددٍ ممن يُساعدوه في المختبر. خلال دقائق؛ عانى مساعدهُ من تقبض الحدقة ثم الدوخة وضيق شديد في التنفس. استغرقَ الأمر ثلاثة أسابيع للتعافي بشكل كامل.
في عام 1935؛ أصدرت الحكومة النازية مرسومًا يطلب من جميع من تمكّن من اكتشاف اختراعات عسكرية مُحتملة إبلاغ وزارة الحرب. في المنحى ذاته وفي أيار/مايو 1937؛ أرسلَ شريدر عينة من التابون إلى قسمٍ للجيش في برلين وقد وصفَ العيّنة بالمهمة التي يُمكن استخدامها في الحرب الكيميائية. استُدعي شريدر إلى مختبر الكيمياء في الجيش الألماني العاصمة برلين لتقديم محاضرة حول ما توصل له ولتسجيل براءة اختراع باسمه. في ذلك الوقت أمرَ العقيد روديغر رئيس القسم ببناء مختبرات جديدة لإنتاج مزيد من التابون وغيره من مركبات الفوسفات العضوي كما أمر بنقلِ شريدر إلى مختبر جديد في فوبرتال في وادي الرور لمشاركة خبراته مع باقي علماء النازيّة. تواصلت اكتشافات شريدر «المذهلة» في هذا المجال بعدما توصل لطريقة فعالة استطاعَ من خلاله إنتاجَ السارين وذلك في عام 1938. أمّا السومان فقد تمّ اكتشافه من قبل ريشارد كون في عام 1944 خلال عمله على مجموعة من المركّبات الكيميائية. تمّ اكتشاف السيكلو سارين خلال الحرب العالمية الثانية لكنّ خصائصه لم تتوضح إلا عام 1949 أي بعد أربع سنوات من تاريخ انتهاء الحرب العالميّة.

### خلال الحرب العالمية الثانية
بحلول عام 1939؛ اكتشفَ مجموعة من طياري مُختلف الدول المشاركة في الحرب العالمية الثانية مصنعًا لإنتاج مادّة التابون في هيث لونيبورغ مما أثارَ حفيظة الجيش الألماني الذي بدأ هو الآخر في كانون الثاني/يناير 1940 البناء الفعلي لمصنع لإنتاج الغازات السامّة في منطقة دير أودر –باتت في الوقت الحالي منطقة تابعة لدولة بولندا– على مقربة من نهر أودر وذلك على بُعد 40 كـم (25 ميل) من بريسلاو (فروتسواف) في سيليزيا. حسب بعض المصادر؛ فإنّ المصنعَ كان ضخمًا حيث كان يُغطّي مساحة تتراوحُ ما بين 0.4 حتّى 0.8 كم كما كان مُكيفًا ذاتيًا ومهيئا لتجميع كل الوسائط المُستعملة في صُنع التابون. استُخدم المصنع كذلك لتخزين الذخائر اللتابعة لآي غه فاربن وكذا سائر الأسلحة الكيميائية. بسبب سريّة المصنع وضخماته فقد استغرقت أعمال البناء من كانون الثاني/يناير 1940 حتى حزيران/يونيو عام 1942 تاريخ التشغيل الرسمي. في ذلك الوقت كانَ هناك حوالي 3000 موطن ألماني يعملُ في تلك المنطقة ومجهزين بأجهزة تنفس والملابس مصنوعة من طبقات البولي. على الرغم من كل الاحتياطات؛ حصلت أكثر من 300 حادثة مختلفة مما تسبب في مقتل حوالي عشرة عمال خلال عامين ونصف من العملية.

### ما بعد الحرب العالمية الثانية
منذ انتهاء الحرب العالمية الثانية عام 1945؛ استخدمَ النظام الحاكم في العراق غاز الخردل ضد القوات الإيرانية والأكراد في الحرب العراقية–الإيرانية من 1980 إلى 1988. هناكَ شكوك تُفيد بتكرر استخدام عوامل الأعصاب من قِبل نظام الراحل صدام حسين حيث تُؤكّد بعض المصادر على استخدام القوات العراقية لغاز الخردل أو أيّ نوع آخر منَ الأسلحة الكيميائية على سُكّان قرية حلبجة الممتلئة بالأكراد. بعيدًا عن العراق؛ تمّ استخدام هذا النوع من الأسلحة خلال بعض الهجمات على قرى ومدن صغيرة في اليابان كما حصل في الهجوم على مترو طوكيو بغاز السارين. بالعودة إلى الخليج وبالضبطِ حرب الخليج الثانية؛ تعرّض عددٌ من موظفي الولايات المتحدة والمملكة المتحدة لأعراض التسمم بالأسلحة الكيميائية خلال تدمير مستودع مشكوك في أمرهِ في مدينة الخميسية. في السياق ذاته؛ تُشير الإحصائيات إلى انتشار استخدام الأدوية المضادة للكولين كعلاج وقائي لأي هجوم مُحتمل بغاز الأعصاب. عادت عاومل الأعصاب للواجهة بعدما تمّ استخدامها على نطاق واسع في الهجوم «الإرهابي» الذي استهدفَ مترو طوكيو مُجددًا من قِبل تابعين للمتطرف الياباني أوم شينريكيو.
بعدَ اندلاع الثورة السورية عام 2011؛ عمدَ النظام السوري إلى استخدام مُختلف الغازات الكيميائية السامّة في حربه ضدّ المعارضة وضدّ المدنيين. أولى الهجمات الملحوظة بدأت عام 2013 من خلال هجوم واسع النطاق بغاز السارين على غوطة دمشق مما أسفر عن مقتل عدة مئات من الأشخاص دُفعةً واحدةً. أكّدت معظم الحكومات –باستثناء الحليفين روسيا وإيران– على أن القوات الموالية للرئيس بشار الأسد هي من تعمدت القيام بهذا الهجوم؛ ومع ذلك فإن الحكومة السورية نفت مسؤوليتها.
بحلول 13 شباط/فبراير من عام 2017؛ استُخدم غاز الأعصاب في إكس في اغتيال كم جونغ نام الأخ غير الشقيق للزعيم الكوري الشمالي كيم جونغ أون في مطار كوالالمبور الدولي في ماليزيا. بعيدا عن ماليزيا؛ وفي المملكة المتحدة تسّمم العميل الروسي السابق سيرغي سكريبال –الذي أدين بتهمة الخيانة العظمى ثم سُمحَ له بالعيش في المملكة المتحدة بعد صفقة تبادل للجواسيس– وابنت في الرابع من آذار/مارس 2018 في مدينة سالزبوري لكنّ الثنائي بقي على قيد الحياة بعدما تمّ نقلهما للمستشفى على وجه السرعة.